# جاسوس (مجموعه تلویزیونی ۲۰۱۵)
جاسوس (انگلیسی: Spy؛‏ کره‌ای: 스파이) یک مجموعه تلویزیونی محصول کره جنوبی سال ۲۰۱۵ با بازی کیم جه جونگ، به جونگ اوک، یو اوه سونگ و کو سونگ هی است. جاسوس از ۹ ژانویه تا ۶ مارس ۲۰۱۵، جمعه‌ها ساعت ۲۱:۳۰ (کی‌اس‌تی) از کی‌بی‌اس۲ پخش شد.

## بازیگران

### اصلی
- کیم جه جونگ در نقش کیم سون وو
- به جونگ اوک در نقش پارک هه ریم
- یو اوه سونگ در نقش هوانگ کی چول
- کو سونگ هی در نقش لی یو جین